# École supérieure des beaux-arts de Casablanca
 (mars 2023).
La mise en forme du texte ne suit pas les recommandations de Wikipédia : il faut le « wikifier ».
Les points d'amélioration suivants sont les cas les plus fréquents. Le détail des points à revoir est peut-être précisé sur la page de discussion.
- Les titres sont pré-formatés par le logiciel. Ils ne sont ni en capitales, ni en gras.
- Le texte ne doit pas être écrit en capitales (les noms de famille non plus), ni en gras, ni en italique, ni en « petit »…
- Le gras n'est utilisé que pour surligner le titre de l'article dans l'introduction, une seule fois.
- L'italique est rarement utilisé : mots en langue étrangère, titres d'œuvres, noms de bateaux, etc.
- Les citations ne sont pas en italique mais en corps de texte normal. Elles sont entourées par des guillemets français : « et ».
- Les listes à puces sont à éviter, des paragraphes rédigés étant largement préférés. Les tableaux sont à réserver à la présentation de données structurées (résultats, etc.).
- Les appels de note de bas de page (petits chiffres en exposant, introduits par l'outil «  Source ») sont à placer entre la fin de phrase et le point final[comme ça].
- Les liens internes (vers d'autres articles de Wikipédia) sont à choisir avec parcimonie. Créez des liens vers des articles approfondissant le sujet. Les termes génériques sans rapport avec le sujet sont à éviter, ainsi que les répétitions de liens vers un même terme.
- Les liens externes sont à placer uniquement dans une section « Liens externes », à la fin de l'article. Ces liens sont à choisir avec parcimonie suivant les règles définies. Si un lien sert de source à l'article, son insertion dans le texte est à faire par les notes de bas de page.
- La présentation des références doit suivre les conventions bibliographiques. Il est recommandé d'utiliser les modèles {{Ouvrage}}, {{Chapitre}}, {{Article}}, {{Lien web}} et/ou {{Bibliographie}}. Le mode d'édition visuel peut mettre en forme automatiquement les références.
- Insérer une infobox (cadre d'informations à droite) n'est pas obligatoire pour parachever la mise en page.

Pour une aide détaillée, merci de consulter Aide:Wikification.
Si vous pensez que ces points ont été résolus, vous pouvez retirer ce bandeau et améliorer la mise en forme d'un autre article.
L'École des Beaux-Arts de Casablanca (en arabe : المدرسة العليا للفنون الجميلة بالدار البيضاء ) est une école des beaux-arts fondée en 1919 à Casablanca, au Maroc. Elle a été à l'origine du mouvement artistique nativiste moderniste de l'école de Casablanca dirigée par les professeurs Farid Belkahia, Mohamed Melehi et Mohamed Chabâa dans les années 1960.

## Histoire
C'est un peintre orientaliste français nommé Édouard Brindeau de Jarny, qui a fondé l'école des beaux arts à Casablanca, à l'époque, il enseignait le dessin au lycée Lyautey,. Brindeau a pu convaincre le résident général Lyautey et Georges Hardy, directeur de l'instruction publique sous le protectorat français, de créer une école des beaux-arts à Casablanca. Au début, les élèves ont appris les arts appliqués pour l'architecture, le design d'intérieur, la décoration et l'aménagement paysager architectural, en plus du dessin, de la peinture, de l'histoire de l'art et des mathématiques. L'école a également offert des ateliers ouverts aux artistes et artisans européens et marocains, ainsi qu'aux étudiants et professeurs d'autres institutions. Abdeslam Ben Larbi el Fassi, dont Toni Maraini décrit comme « le premier artiste marocain moderne », a été l'un des premiers élèves de l'école.
Le chef de la commune, quatre membres du conseil municipal et le directeur du lycée Lyautey supervisaient l'école. Ils ont instauré les règles, nommé le directeur et exigé que tous les instructeurs soient de nationalité française. Un petit nombre de fils de notables marocains ont été admis et ils n'ont pas été autorisés à participer à des expositions sans son consentement. L'école s'est fait connaître en annonçant que les diplômés pouvaient devenir « des professeurs d'art, des concepteurs publicitaires, des décorateurs d'intérieur, des typographes et des constructeurs de maquettes ». Dans son livre L'art au service du colonialisme, Hamid Irbouh écrit que les étudiants marocains ont été formés pour devenir « des techniciens pour assister les architectes français ». Il a poussé les étudiants marocains à devenir des maîtres artisans, à étudier la céramique, le dessin architectural et la décoration intérieure, tout en poussant les étudiants français vers les beaux-arts et à postuler aux Écoles des Beaux-Arts en France.

### École de Casablanca
Farid Belkahia est devenu le directeur de l'École des Beaux-Arts de Casablanca en 1962,. De 1964 à 1972, l'école nativiste de Casablanca, composée de Belkahia et des professeurs Mohammed Melehi et Mohamed Chabâa, a travaillé à ce que Belkahia a décrit comme une « démocratisation » du programme d'études artistiques. Le programme mettait l'accent sur l'utilisation importante de l'artisanat traditionnel local marocain dans leur art et travaillait avec leurs instructeurs sur des projets. Selon Salah M. Hassan, l'école de Casablanca « se considérait comme la conscience artistique de l'époque. Il critiquait la politique de dépendance vis-à-vis des missions culturelles étrangères, à l'époque mécènes de l'art moderne marocain. »

## Options et branches

### Option design graphique
Cette filière prépare l'étudiant à tous les domaines de la création graphique, de la campagne publicitaire et du packaging.
L'enseignement dans cette option pousse les apprentis à acquérir le vocabulaire technique, le langage artistique et culturel du métier.

### Option design d'intérieur
Cette formation à pour objectif, d'aider l'étudiant à découvrir l'architecture d'intérieur et son environnement, d'acquérir le vocabulaire technique et le langage plastique de la discipline.
Ces cours vont aider l'étudiant à saisir le processus de la conception, à analyser ou définir un programme, à faire de la projétation et à gérer un projet en design d'intérieur ou en conception et réalisation des objets pour la vie quotidienne et le bien de l'être.

### Option Arts/espace
Dans cet atelier, l'étudiant se familiarise avec les différentes expressions académiques : le dessin, la peinture et la sculpture.
Ce département s'ouvre également sur les nouvelles approches d'actualité avec de nouveaux mediums et systèmes d'enseignements modernes et novateurs tels l'installation, la création numérique, la performance et le langage audio-visuel.

## Professeurs
Membres notables du corps professoral de l'École des beaux-arts de Casablanca :
- Farid Belkahia ;
- Mohamed Melehi ;
- Mohamed Chabâa.

## Anciens notables
Les anciens élèves notables de l'École des beaux-arts de Casablanca comprennent :
- Abdelkabir Faradjallah du groupe Attarazat Addahabia ;
- Malika Agueznay[8] ;
- Meryem Aboulouafa ;
- Ikram Kabbaj[9] ;
- Majida Khattari (diplôme en 1988)[10] ;
- Mounir Fatmi ;
- Mohammed Arrhioui ;
- Rebel Spirit ;
- Fatiha Zemmouri[11].